# Commando sur Tunis

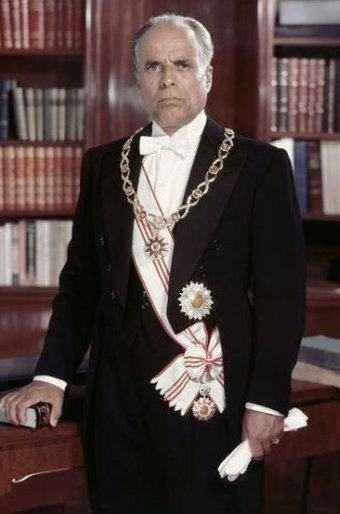
Portrait du président Bourguiba en 1960.

Commando sur Tunis est le 68e roman de la série SAS, écrit par Gérard de Villiers et publié en 1982 dans la collection Plon (Presses de la Cité). Comme tous les SAS parus au cours des années 1980, le roman est édité lors de sa publication en France à 100 000 exemplaires.
L'action se déroule courant 1982 à Tunis.

## Personnages principaux
- Malko Linge : héros du roman, Autrichien, agent contractuel de la CIA.

## Résumé
Pour des raisons politiques, le leader libyen Mouammar Kadhafi a décidé d'éliminer le président Habib Bourguiba.
Malko doit remonter la filière pour éviter que ce complot aboutisse.

## Autour du roman
Malko Linge revient en Tunisie dix ans plus tard, en 1992 (SAS no 108, Coup d'État à Tripoli).